# نین، کرواسی
نین (به کرواتی: Nin, Croatia) شهری در Zadar County کشور Croatia است که جمعیت آن در سال ۲۰۱۱ میلادی ۴٬۵۶۸ نفر بوده‌است.